# Цао Пі
Ца́о Пі́ (піньїнь: cáo pī; 187 — 29 червня 226) або Ца́о Пе́й — китайський державний діяч, військовик періоду Саньго, перший імператор династії Вей (220—226). Поет і теоретик китайської літератури. Посмертне ім'я — Імператор Вень, буддистське ім'я — Шицзу.

## Біографія
Цао Пі народився в командирстві Пейго (Сучасна провінція Аньхой, КНР). Старший син полководця Цао Цао. Став його спадкоємцем, усунувши опозиційну групу на чолі з молодшим братом Цао Чжи.
220 року, після смерті батька успадкував його посаду та титул, ставши головним міністром і ваном Вей. Завдяки порадам вана Чень Цюя здійснив реформу державного апарату, яка передбачала надання чиновницьких посад виключно вихідцям з шляхетних сімей.
Прийняв титул і посаду Імператора від останнього монарха династії Хань — імператора Сяня. Переніс столицю своєї держави до Лояна. Провів реформу адміністрації, перетворивши регіональну знать на номінальних володарів.
Вимагав визнання свого сюзеренітету від правителя У, Сюнь Цюаня. Надав йому титул уського вана в обмін на вислання заручників. Через відмову Сун і відновлення союзу з державою Шу, організував похід до місцевості Гуанлін, який однак закінчився невдачею.
Добре знав китайську класику. Прагнучи зробити своє царство культурним центром Китаю, він привертав до двору поетів і влаштовував літературні змагання.

## Літературна діяльність
Сам був автором баточисленних віршів і пісень про бенкети і походи, про тлінність людського буття. Вірші Цао Пі образні й елегії. Був автором семислівного вірша — поетичної форми, що стала основною в китайській поезії 7-20 століть. Залишив по собі 44 вірші в жанрах ши і юефу, листи про літературу, літературний трактат «Роздуми про класику» та політично-історичний трактат «Огляд монархів» Його найкраще юефу «Янський наспів» — «Янь ге син». Його ідеї стали поетичним маніфестом середньовіччя, знаменуючи відхід від конфуціанського раціоналізму і вимоги естетичних критеріїв у поезії. Високо оцінюючи суспільну роль літератури, Цао Пі вперше спробував дати порівняльний аналіз творчості сучасників та коротку характеристику основних жанрів.